# Symmetry454
Le calendrier Symmetry454 (Sym454) est une proposition de réforme du calendrier créée par Irv Bromberg de l'Université de Toronto, Canada. Il s'agit d'un calendrier solaire pérenne qui conserve le modèle traditionnel des 12 mois de l'actuel calendrier grégorien, ainsi que de la semaine de 7 jours et de sa continuité. Il comporte des trimestres égaux et symétriques dans 82 % des années de son cycle de 293 ans et commence chaque mois par un lundi.

## Année civile
Le calendrier proposé se présente comme suit :
| Lu | Ma | Me | Je | Ve | Sa | Di |
| -- | -- | -- | -- | -- | -- | -- |
| 1  | 2  | 3  | 4  | 5  | 6  | 7  |
| 8  | 9  | 10 | 11 | 12 | 13 | 14 |
| 15 | 16 | 17 | 18 | 19 | 20 | 21 |
| 22 | 23 | 24 | 25 | 26 | 27 | 28 |
|    |    |    |    |    |    |    |

| Lu | Ma | Me | Je | Ve | Sa | Di |
| -- | -- | -- | -- | -- | -- | -- |
| 1  | 2  | 3  | 4  | 5  | 6  | 7  |
| 8  | 9  | 10 | 11 | 12 | 13 | 14 |
| 15 | 16 | 17 | 18 | 19 | 20 | 21 |
| 22 | 23 | 24 | 25 | 26 | 27 | 28 |
| 29 | 30 | 31 | 32 | 33 | 34 | 35 |

| Lu | Ma | Me | Je | Ve | Sa | Di |
| -- | -- | -- | -- | -- | -- | -- |
| 1  | 2  | 3  | 4  | 5  | 6  | 7  |
| 8  | 9  | 10 | 11 | 12 | 13 | 14 |
| 15 | 16 | 17 | 18 | 19 | 20 | 21 |
| 22 | 23 | 24 | 25 | 26 | 27 | 28 |
|    |    |    |    |    |    |    |

| Lu | Ma | Me | Je | Ve | Sa | Di |
| -- | -- | -- | -- | -- | -- | -- |
| 1  | 2  | 3  | 4  | 5  | 6  | 7  |
| 8  | 9  | 10 | 11 | 12 | 13 | 14 |
| 15 | 16 | 17 | 18 | 19 | 20 | 21 |
| 22 | 23 | 24 | 25 | 26 | 27 | 28 |
|    |    |    |    |    |    |    |

| Lu | Ma | Me | Je | Ve | Sa | Di |
| -- | -- | -- | -- | -- | -- | -- |
| 1  | 2  | 3  | 4  | 5  | 6  | 7  |
| 8  | 9  | 10 | 11 | 12 | 13 | 14 |
| 15 | 16 | 17 | 18 | 19 | 20 | 21 |
| 22 | 23 | 24 | 25 | 26 | 27 | 28 |
| 29 | 30 | 31 | 32 | 33 | 34 | 35 |

| Lu | Ma | Me | Je | Ve | Sa | Di |
| -- | -- | -- | -- | -- | -- | -- |
| 1  | 2  | 3  | 4  | 5  | 6  | 7  |
| 8  | 9  | 10 | 11 | 12 | 13 | 14 |
| 15 | 16 | 17 | 18 | 19 | 20 | 21 |
| 22 | 23 | 24 | 25 | 26 | 27 | 28 |
|    |    |    |    |    |    |    |

| Lu | Ma | Me | Je | Ve | Sa | Di |
| -- | -- | -- | -- | -- | -- | -- |
| 1  | 2  | 3  | 4  | 5  | 6  | 7  |
| 8  | 9  | 10 | 11 | 12 | 13 | 14 |
| 15 | 16 | 17 | 18 | 19 | 20 | 21 |
| 22 | 23 | 24 | 25 | 26 | 27 | 28 |
|    |    |    |    |    |    |    |

| Lu | Ma | Me | Je | Ve | Sa | Di |
| -- | -- | -- | -- | -- | -- | -- |
| 1  | 2  | 3  | 4  | 5  | 6  | 7  |
| 8  | 9  | 10 | 11 | 12 | 13 | 14 |
| 15 | 16 | 17 | 18 | 19 | 20 | 21 |
| 22 | 23 | 24 | 25 | 26 | 27 | 28 |
| 29 | 30 | 31 | 32 | 33 | 34 | 35 |

| Lu | Ma | Me | Je | Ve | Sa | Di |
| -- | -- | -- | -- | -- | -- | -- |
| 1  | 2  | 3  | 4  | 5  | 6  | 7  |
| 8  | 9  | 10 | 11 | 12 | 13 | 14 |
| 15 | 16 | 17 | 18 | 19 | 20 | 21 |
| 22 | 23 | 24 | 25 | 26 | 27 | 28 |
|    |    |    |    |    |    |    |

| Lu | Ma | Me | Je | Ve | Sa | Di |
| -- | -- | -- | -- | -- | -- | -- |
| 1  | 2  | 3  | 4  | 5  | 6  | 7  |
| 8  | 9  | 10 | 11 | 12 | 13 | 14 |
| 15 | 16 | 17 | 18 | 19 | 20 | 21 |
| 22 | 23 | 24 | 25 | 26 | 27 | 28 |
|    |    |    |    |    |    |    |

| Lu | Ma | Me | Je | Ve | Sa | Di |
| -- | -- | -- | -- | -- | -- | -- |
| 1  | 2  | 3  | 4  | 5  | 6  | 7  |
| 8  | 9  | 10 | 11 | 12 | 13 | 14 |
| 15 | 16 | 17 | 18 | 19 | 20 | 21 |
| 22 | 23 | 24 | 25 | 26 | 27 | 28 |
| 29 | 30 | 31 | 32 | 33 | 34 | 35 |

| Lu | Ma | Me | Je | Ve | Sa | Di |
| -- | -- | -- | -- | -- | -- | -- |
| 1  | 2  | 3  | 4  | 5  | 6  | 7  |
| 8  | 9  | 10 | 11 | 12 | 13 | 14 |
| 15 | 16 | 17 | 18 | 19 | 20 | 21 |
| 22 | 23 | 24 | 25 | 26 | 27 | 28 |
| 29 | 30 | 31 | 32 | 33 | 34 | 35 |

Les 7 derniers jours de décembre, représentés en gris, sont des jours intercalaires qui ne sont ajoutés qu'à la fin des années bissextiles : ici donc du 29 au 35 décembre.
L'idée de mois comportant 4 ou 5 semaines entières n'est pas nouvelle, ayant été proposée dans les années 1970 par Chris Carrier pour le « calendrier civil bonavien » et par Joseph Shteinberg pour son « calendrier sans semaines fractionnées ». Alors que le premier a 5 + 4 + 4 semaines par trimestre et le second 4 + 4 + 5 semaines par trimestre, le calendrier Symmetry454 a une répartition symétrique de 4 + 5 + 4 semaines par trimestre ; c'est pourquoi il s'appelle Symmetry454. Ces trimestres équilibrés sont souhaitables pour les entreprises car ils facilitent la planification et l’analyse fiscale.
Tous les mois comportent un nombre entier de semaines, donc aucun mois n’a jamais une semaine partielle. Chaque numéro de jour d'un mois tombe le même jour de la semaine pour tous les mois et toutes les années. Et comme tous les mois commencent par le lundi, le vendredi 13 n'advient jamais selon ce calendrier.
Tous les jours fériés, les anniversaires, les commémorations, etc. sont définitivement fixés. Tous les numéros ordinaux de jour et de semaine dans chaque mois au cours de l’année sont également fixés de manière permanente.

## Règle bissextile
Contrairement au calendrier du Monde ou au calendrier fixe international (également connu sous le nom de calendrier de 13 mois), il n'y a pas de jours « nuls » (hors semaine) programmés individuellement en dehors de la semaine traditionnelle de 7 jours. Au lieu de cela, l'alignement du cycle des jours de la semaine avec le jour du Nouvel An est réalisé en utilisant une semaine bissextile, qui est ajoutée une fois tous les 5 ou 6 ans. Durant les années bissextiles de ce calendrier, décembre devient un mois de 5 semaines. La semaine bissextile est affichée en gris dans l'année civile ci-dessus.
La règle choisie pour la détermination des années bissextiles du calendrier Symmetry454 est basée sur un cycle symétrique de 293 ans comportant 52 années bissextiles à des intervalles aussi uniformément répartis que possible :

« Il y a une année bissextile si le reste modulo de (52 × Millésime de l'année + 146) / 293 fait moins de 52. »

Cette règle fait automatiquement apparaitre des intervalles des années bissextiles dans des sous cycles de (5+6+6) = 17 ou (5+6) = 11 années, se regroupant symétriquement en (17+11+17) = 45 ou en (17+17+11+17+17) = 79 ans. Le regroupement symétrique complet pour chaque cycle est : (45+79+45+79+45) = 293 ans. En dehors de la théorie du calendrier, cet arrangement est connu sous le nom de régularité maximale (en).
Ce cycle bissextile de 52/293 conduit à une année civile moyenne de 365 + 71/293 jours, soit 365 jours 5 heures 48 minutes et environ 56,5 secondes, ce qui est intentionnellement légèrement plus court que l'année équinoxiale moyenne de 365 jours 5 heures 49 minutes et 0 seconde. Il est intentionnellement légèrement plus court, car plus la différence est courte, moins vous devez souvent ajouter un jour ou une semaine bissextile. Et on devrait éviter d'être légèrement plus long, car dans ce cas, nous devrions alors supprimer un jour ou une semaine du calendrier, ce qui est plus indésirable et perturbateur que d'en ajouter un.

## Arithmétique du calendrier
Le calculateur de calendrier Kalendis présente le calendrier Symmetry454 et convertit les dates entre ce calendrier et une variété d'autres calendriers.
L'arithmétique du calendrier Symmetry454 est entièrement documentée et placée dans le domaine public pour une implémentation informatique libre de droits.
Officiellement, le calendrier Symmetry454 fonctionne depuis le 1er janvier 2005, premier jour du Nouvel An après sa création. Son époque proleptique, cependant, est la même que l'époque proleptique du calendrier grégorien, soit le 1er janvier 1 apr. J.-C.

## Pâques à date fixe
Dans ce calendrier, le dimanche 7 avril est proposé comme date fixe pour Pâques, sur la base d'une analyse fréquentielle de la distribution des dates grégoriennes ou astronomiques de Pâques.
Il n'y a que cinq dates possibles pour Pâques dans le calendrier Symmetry454, puisque seuls les nombres de jours divisibles par 7 peuvent être un dimanche. Les trois dates auxquelles Pâques peut arriver le plus fréquemment sont le 28 mars, le 7 avril et le 14 avril. La date médiane (le 7 avril) fixerait donc Pâques au centre de son aire de distribution.

## Variant: Symmetry010
Le calendrier Symmetry454 a un variant, son projet frère : le calendrier Symmetry010 (Sym010).
Ce dernier se différencie du calendrier Symmetry454 par la longueur des mois dans chaque trimestre de 13 semaines. Afin d'avoir des longueurs de mois plus communes à celles du calendrier grégorien et plus équilibrés, chaque trimestre est composé de mois de 30 jours, puis de 31 jours et enfin de 30 jours. d'où le nom de ce projet de calendrier : Symmetry010.
Le calendrier proposé, de ce projet, se présente comme suit :
| Lu | Ma | Me | Je | Ve | Sa | Di |
| -- | -- | -- | -- | -- | -- | -- |
| 1  | 2  | 3  | 4  | 5  | 6  | 7  |
| 8  | 9  | 10 | 11 | 12 | 13 | 14 |
| 15 | 16 | 17 | 18 | 19 | 20 | 21 |
| 22 | 23 | 24 | 25 | 26 | 27 | 28 |
| 29 | 30 |    |    |    |    |    |

| Lu | Ma | Me | Je | Ve | Sa | Di |
| -- | -- | -- | -- | -- | -- | -- |
|    |    | 1  | 2  | 3  | 4  | 5  |
| 6  | 7  | 8  | 9  | 10 | 11 | 12 |
| 13 | 14 | 15 | 16 | 17 | 18 | 19 |
| 20 | 21 | 22 | 23 | 24 | 25 | 26 |
| 27 | 28 | 29 | 30 | 31 |    |    |

| Lu | Ma | Me | Je | Ve | Sa | Di |
| -- | -- | -- | -- | -- | -- | -- |
|    |    |    |    |    | 1  | 2  |
| 3  | 4  | 5  | 6  | 7  | 8  | 9  |
| 10 | 11 | 12 | 13 | 14 | 15 | 16 |
| 17 | 18 | 19 | 20 | 21 | 22 | 23 |
| 24 | 25 | 26 | 27 | 28 | 29 | 30 |

| Lu | Ma | Me | Je | Ve | Sa | Di |
| -- | -- | -- | -- | -- | -- | -- |
| 1  | 2  | 3  | 4  | 5  | 6  | 7  |
| 8  | 9  | 10 | 11 | 12 | 13 | 14 |
| 15 | 16 | 17 | 18 | 19 | 20 | 21 |
| 22 | 23 | 24 | 25 | 26 | 27 | 28 |
| 29 | 30 |    |    |    |    |    |

| Lu | Ma | Me | Je | Ve | Sa | Di |
| -- | -- | -- | -- | -- | -- | -- |
|    |    | 1  | 2  | 3  | 4  | 5  |
| 6  | 7  | 8  | 9  | 10 | 11 | 12 |
| 13 | 14 | 15 | 16 | 17 | 18 | 19 |
| 20 | 21 | 22 | 23 | 24 | 25 | 26 |
| 27 | 28 | 29 | 30 | 31 |    |    |

| Lu | Ma | Me | Je | Ve | Sa | Di |
| -- | -- | -- | -- | -- | -- | -- |
|    |    |    |    |    | 1  | 2  |
| 3  | 4  | 5  | 6  | 7  | 8  | 9  |
| 10 | 11 | 12 | 13 | 14 | 15 | 16 |
| 17 | 18 | 19 | 20 | 21 | 22 | 23 |
| 24 | 25 | 26 | 27 | 28 | 29 | 30 |

| Lu | Ma | Me | Je | Ve | Sa | Di |
| -- | -- | -- | -- | -- | -- | -- |
| 1  | 2  | 3  | 4  | 5  | 6  | 7  |
| 8  | 9  | 10 | 11 | 12 | 13 | 14 |
| 15 | 16 | 17 | 18 | 19 | 20 | 21 |
| 22 | 23 | 24 | 25 | 26 | 27 | 28 |
| 29 | 30 |    |    |    |    |    |

| Lu | Ma | Me | Je | Ve | Sa | Di |
| -- | -- | -- | -- | -- | -- | -- |
|    |    | 1  | 2  | 3  | 4  | 5  |
| 6  | 7  | 8  | 9  | 10 | 11 | 12 |
| 13 | 14 | 15 | 16 | 17 | 18 | 19 |
| 20 | 21 | 22 | 23 | 24 | 25 | 26 |
| 27 | 28 | 29 | 30 | 31 |    |    |

| Lu | Ma | Me | Je | Ve | Sa | Di |
| -- | -- | -- | -- | -- | -- | -- |
|    |    |    |    |    | 1  | 2  |
| 3  | 4  | 5  | 6  | 7  | 8  | 9  |
| 10 | 11 | 12 | 13 | 14 | 15 | 16 |
| 17 | 18 | 19 | 20 | 21 | 22 | 23 |
| 24 | 25 | 26 | 27 | 28 | 29 | 30 |

| Lu | Ma | Me | Je | Ve | Sa | Di |
| -- | -- | -- | -- | -- | -- | -- |
| 1  | 2  | 3  | 4  | 5  | 6  | 7  |
| 8  | 9  | 10 | 11 | 12 | 13 | 14 |
| 15 | 16 | 17 | 18 | 19 | 20 | 21 |
| 22 | 23 | 24 | 25 | 26 | 27 | 28 |
| 29 | 30 |    |    |    |    |    |

| Lu | Ma | Me | Je | Ve | Sa | Di |
| -- | -- | -- | -- | -- | -- | -- |
|    |    | 1  | 2  | 3  | 4  | 5  |
| 6  | 7  | 8  | 9  | 10 | 11 | 12 |
| 13 | 14 | 15 | 16 | 17 | 18 | 19 |
| 20 | 21 | 22 | 23 | 24 | 25 | 26 |
| 27 | 28 | 29 | 30 | 31 |    |    |

| Lu | Ma | Me | Je | Ve | Sa | Di |
| -- | -- | -- | -- | -- | -- | -- |
|    |    |    |    |    | 1  | 2  |
| 3  | 4  | 5  | 6  | 7  | 8  | 9  |
| 10 | 11 | 12 | 13 | 14 | 15 | 16 |
| 17 | 18 | 19 | 20 | 21 | 22 | 23 |
| 24 | 25 | 26 | 27 | 28 | 29 | 30 |
| 31 | 32 | 33 | 34 | 35 | 36 | 37 |

Le premier mois de chaque trimestre commence un lundi, le deuxième mois commence un mercredi et le troisième mois commence un samedi, finissant ainsi par un dimanche.
La règle bissextile est la même que dans le calendrier Symmetry454 : une semaine supplémentaire est insérée à la fin du mois de décembre : ici donc du 31 au 37 décembre.
Comme aucun mois de ce calendrier ne commence par un dimanche, le vendredi 13 n'y advient jamais.